# Florée
Florée is een plaats en deelgemeente van de Belgische gemeente Assesse in de provincie Namen
Florée was tot 1 januari 1977 een zelfstandige gemeente.

## Demografische ontwikkeling
- Bronnen:NIS, Opm:1831 tot en met 1970=volkstellingen, 1976= inwoneraantal op 31 december

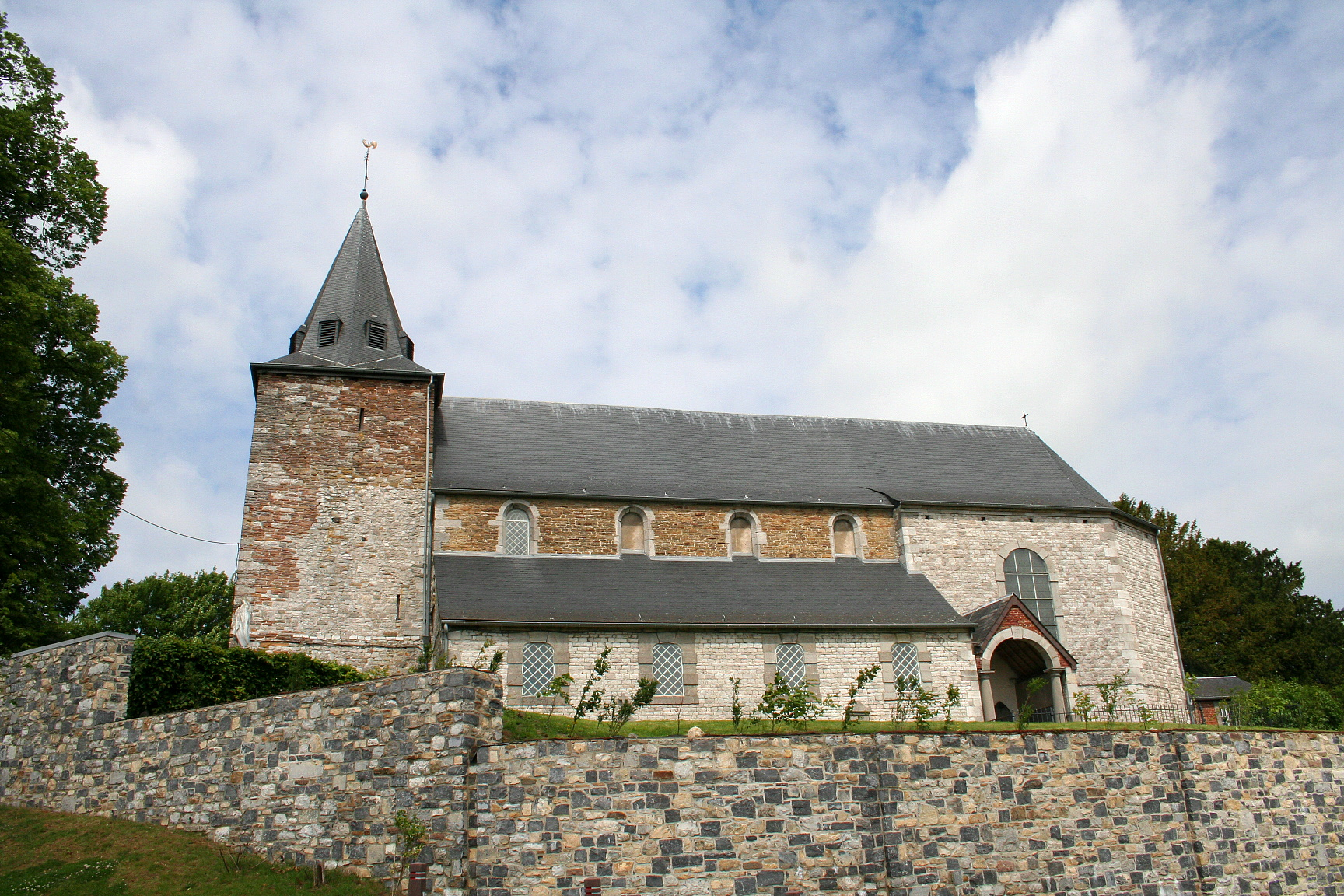
Florée, Kerk Sint-Geneviève (XVII/XVIIIde eeuw en toren van de XIIde eeuw).

Deelgemeenten: Assesse · Courrière · Crupet · Florée · Maillen · Sart-Bernard · Sorinne-la-Longue

Overige dorpen en gehuchten: Ivoy · Mianoye · Trieu

Belgische gemeenten · arrondissement Namen · provincie Namen · Wallonië